# Monopis congestella
Monopis congestella är en fjärilsart som beskrevs av Walker 1864. Monopis congestella ingår i släktet Monopis och familjen äkta malar.
Artens utbredningsområde är Sarawak. Inga underarter finns listade i Catalogue of Life.